# Punta Umbría
Punta Umbría is een gemeente in de Spaanse provincie Huelva in de regio Andalusië met een oppervlakte van 39 km². In 2007 telde Punta Umbría 14.274 inwoners.

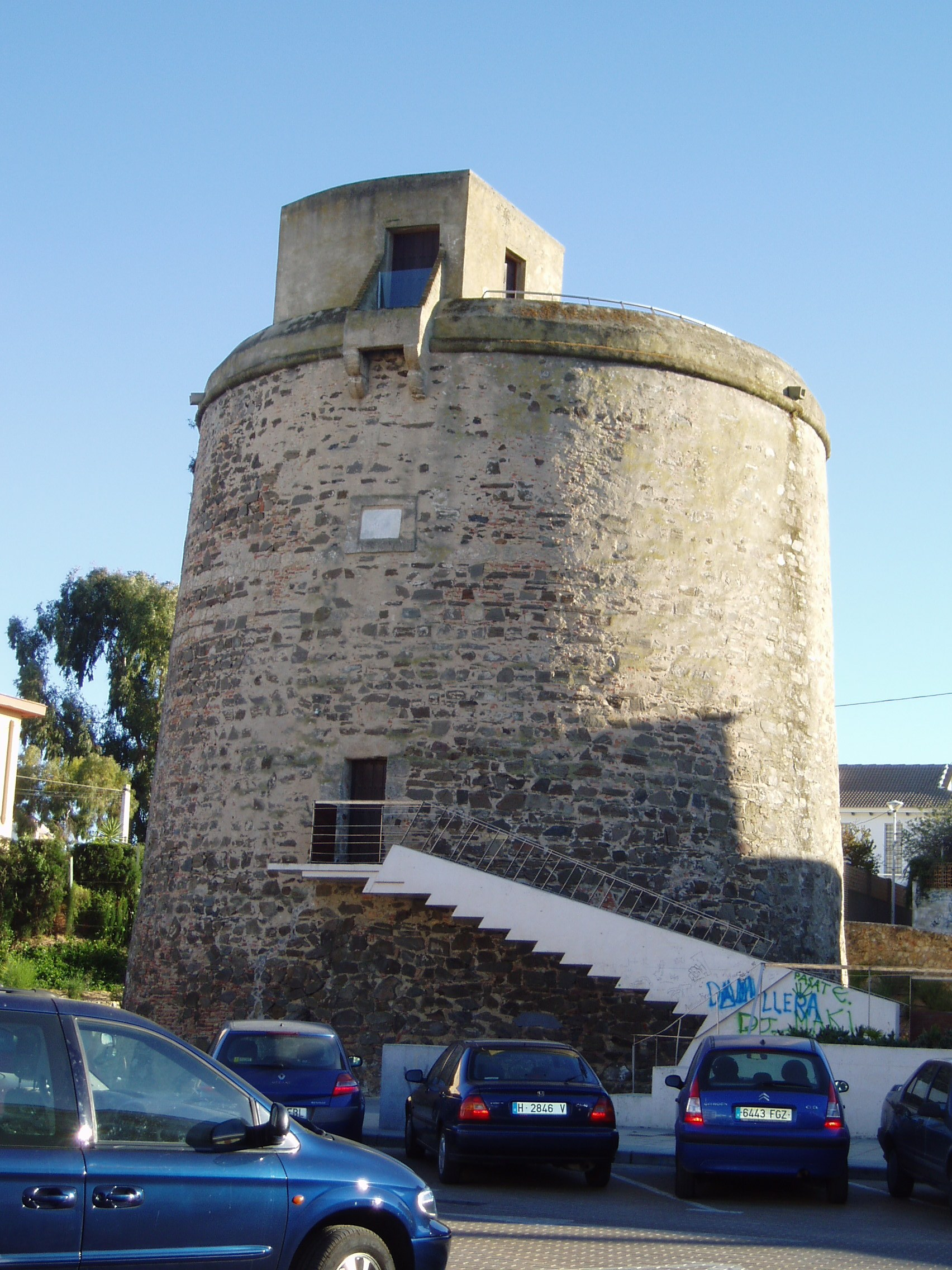
Toren in Punta Umbría

## Demografische ontwikkeling
Bron: INE; 1970-2011: volkstellingen
Opm.: Voor 1963 behoorde Punta Umbría tot de stad Cartaya